# 富瓦烯类
富瓦烯类是一类碳氢化合物，由形式上交叉共轭的两个环烯烃和一个不形成环的双键组成。 富瓦西类这个名称是衍生自结构类似但少一个环的富烯类。戊富瓦烯（2）有时直接简称富瓦烯，是此类化合物的母结构。因为它的结构很像酒杯，丙戊富瓦烯（3）也称杯烯。
通常，富瓦烯类母体很不稳定。举个例子，母体丙富瓦烯（1）从未被合成。另一方面，通过适当的取代或环化，可以获得稳定的富瓦烯类。某些富瓦烯类可以通过极性的共振形式稳定化，例如倍半富瓦烯（4），可以看作是䓬和茂基（它们都稳定且有芳香性）连接而成。在该化合物中，计算出极性结构占总结构的 23%。

## 作为配体

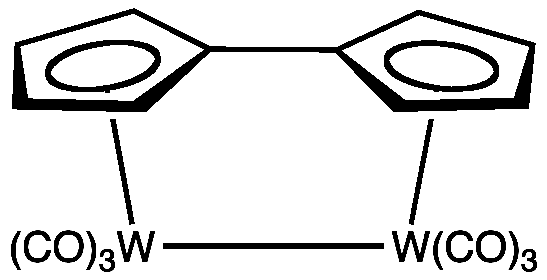
钨的富瓦烯配合物

富瓦烯类可以形成稳定的有机金属配合物，可以认为是双阴离子 C10H82−的衍生物，类似于两个键合的茂基。二茂铁就是从戊富瓦烯的合成尝试中分离出来的。许多富瓦烯类配合物是已知的，尤其是早期过渡金属的配合物。在一些富瓦烯类配合物中，连接两个环的键可以可逆地断裂。

## 参看
- 富烯（Fulvene）
- 富烯类（Fulvenes）